# Leucocelis limbata
Leucocelis limbata är en skalbaggsart som beskrevs av Ernst Gustav Kraatz 1896. Leucocelis limbata ingår i släktet Leucocelis och familjen Cetoniidae. Inga underarter finns listade i Catalogue of Life.